# S.T.A.L.K.E.R.: Clear Sky
A S.T.A.L.K.E.R. – Clear Sky különálló előzménye a S.T.A.L.K.E.R.: Shadow of Chernobyl elnevezésű, az ukrán GSC Game World által fejlesztett számítógépes játéknak, mely 2008-ban jelent meg. Az E3 alatt elhangzott, miszerint a játék 50-50%-ban fog tartalmazni teljesen új, és a már korábbi játékból ismert helyszíneket. A játék motorját továbbfejlesztették az 1.5-ös verzióra, és van DirectX 10 támogatás is. A játékbeli mesterséges intelligenciát is nagymértékben átdolgozták, hogy alkalmas legyen a Clear Sky koncepciójába tervezett frakciók közötti háborúzások kezelésére. Ez az opció lehetővé teszi, hogy a játékos a nyolc frakció közül az egyik élén állva végigvihesse a játék sztoriját. A játék jelenlegi jelmondata: "Mi vár rád, S.T.A.L.K.E.R, a Zónában, mely megváltozott?"

## Ismert információk
A PC Gamer UK-ben megjelent cikk alapján:
- A játékos magára vállalja a zsoldos szerepét, aki majd végezni fog a Strelok nevű Stalkerrel.
- A lineáris játékmenet helyett (ahogy a Shadow of Chernobyl-ban), a történet az MI által vezérelt frakciók közötti  háborúra koncentrál, ahol az egyes csapatok azért küzdenek, hogy átvegyék az irányítást az újonnan keletkezett, atomrobbanások által átformált területek felett.
- A játék továbbra is a Zónában játszódik, tehát a pályáknak nagyjából a fele már ismert lesz a Shadow of Chernobyl-ból (Pripjaty például egy ilyen helyszín).
- Lesz gyorsutazó mód, megkönnyítve az egymástól nagyon távol eső területek közötti átjárást.
- Több anomália lesz a játékban, mint a Shadow of Chernobyl esetében.
- Az MI lehetővé teszi a gránátok dobását nem csak a játékos karakter, hanem az NPC-k számára is.
- A fegyverek és a páncélok javíthatóak lesznek, és mindkettő fejleszthető lesz egy újfajta rendszer szerint.
- Az új koncepció szerint a játékos nem tud megtalálni egy artifactot sem detektor nélkül.

## Rövid történet
A játékban egy zsoldost alakítunk, aki egy tudós csoportot vezetett, mikor hatalmas kisugárzás éri a területet. Az egyetlen túlélő mi leszünk, és a Clear Sky (Tiszta Égbolt) független frakció segít felépülésünkben. A Tiszta Égbolt, Lebegyev vezetésével, a Zóna természetét tanulmányozza, hogy jobban megértse annak jelenségeit. Újabb küldetésünk során ismét egyetlen túlélője leszünk egy kisugárzásnak. A Tiszta Égbolt doktorától megtudjuk, hogy valamilyen különleges képességre tettünk szert, amely segít túlélni olyan mértékű kisugárzást is, amely másnak már halált okoz. Erősebbek, kitartóbbak leszünk tőle, de pusztítja az idegrendszerünket, amitől rövid időn belül elveszíthetjük tudatunkat. Emiatt a későbbiekben menekülnünk kell a kisugárzások elől.
Azt is megtudjuk, hogy ezek a kisugárzások a Zóna instabilitásának következményei, egyfajta válasz, védelmi mechanizmus valamilyen kiváltó okra, amely ha fokozódik, komoly következményekkel járhat. A kiváltó ok pedig az lenne, hogy stalkerek egy csoportja túl mélyre merészkedett a zónában. Túljutott az Agyperzselőnek nevezett területen is - mely minden arra merészkedőt agyatlan zombivá változtat – és eljutott magához a csernobili atomerőműhez. Tehát megkapjuk legfőbb küldetésünk. Meg kell akadályoznunk, hogy Strelok ismét eljusson az erőműhez, így próbálva megfékezni a közelgő katasztrófát.
Strelok-ot üldözve végig kell verekednünk magunkat az első részből már ismert, és néhány új területen, egészen a Zóna középpontjáig, az erőműig. Ismerős terület lesz a Krodon, Szemétdomb, Agroprom vagy a Katonai raktárak, az erőműhöz viszont Pripjaty helyett egy másik útvonalon kell eljutnunk, a Vörös-erdőn és Limanszk városán át. Eközben lehetőségünk van különböző frakciókhoz csatlakozni. A szembenálló felek: Tiszta Égbolt (clear sky) – Renegátok (renegades), Stalkerek (stalkers) – Fosztogatók (bandits), Szolgálat (duty) – Szabadság (freedom). Egy csoporthoz való csatlakozás után különböző feladatokat kapunk, hogy kiterjesszük a frakció fennhatóságát. Némely területeket el kell foglalnunk, míg másokat meg kell védenünk. Bármely oldalon is érjünk a történet végére, ez a végkifejletet nem befolyásolja. Utunk végén – természetesen, hogy hűek maradjunk az első rész történetéhez – az erőmű kapujánál elkapjuk Strelokot, egy prototípus elektromágneses puska (EM1) segítségével semlegesítve pszichikus védelmét. Viszont a Tiszta Égbolt feltételezésével ellentétben, nem nyugszik meg a Zóna, sőt újabb hatalmas kisugárzás szabadul el. A következő pillanatban már egy helyiségben vagyunk, ahol több stalkerrel együtt Strelok is egyfajta agymosáson megy keresztül, majd a kamera Strelok már jól ismert tetoválására közelít… S.T.A.L.K.E.R

## Lásd még
- Piknik az árokparton – Stalker (1972), Arkagyij és Borisz Sztrugackij regénye
- Sztalker (1979), Andrej Tarkovszkij filmje
- S.T.A.L.K.E.R.: Shadow of Chernobyl (2007), FPS/RPG alapú számítógépes játék
- 30 km-es zóna
- Csernobil
- Csernobili atomerőmű
- Csernobili atomerőmű-baleset
- A csernobili atomerőmű-baleset áldozatainak listája
- Pripjaty
- Vörös-erdő